# جهنده‌ماهی کانال
جهنده‌ماهی کانال (نام علمی: Percina copelandi) نام یک گونه از سرده جهنده‌ماهی‌های شکم‌زبر است.